# Santos Futebol Clube
Il Santos Futebol Clube, noto anche come Santos, è una squadra di calcio brasiliana con sede a Santos, nello Stato di San Paolo. Milita nella massima divisione del campionato brasiliano di calcio.
Fondata nel 1912, il club ha vinto il suo primo titolo nel 1935. Il periodo di maggior successo è databile intorno agli anni sessanta quando il Santos conquistò, tra le altre, due Coppe Libertadores (nel 1962 e nel 1963) e due Coppe Intercontinentali, oltre a una Supercoppa dei Campioni Intercontinentali (nel 1968). Protagonista assoluto di questi successi fu la stella del calcio brasiliano Pelé, che esordì nel calcio professionistico proprio tra le file del Santos nel 1956 rimanendovi fino al 1974. Il club ha vinto il Campionato Brasiliano nel 2002 con Robinho e Diego e poi nuovamente nel 2004. Nel 2011 il club, guidato dal talento emergente di Neymar Jr, è tornato a conquistare la Coppa Libertadores battendo in finale il Peñarol. Nel 2023 il club è retrocesso in Série B per la prima volta, dopo 111 anni in massima serie.
La divisa per le gare casalinghe è, da statuto del club, completamente bianca, mentre l'uniforme per le trasferte è costituita da una maglia a strisce bianconere e da pantaloncini neri.
Il club è soprannominato da decenni Peixe (cioè "pesce"), anche se la mascotte è un'orca; l'appellativo deriva dal fatto che la squadra ha sede a Santos, una città portuale, al contrario delle altre squadre di San Paolo, che sorgono nell'entroterra. I tifosi sono detti Santistas.

## Storia

### Fondazione e primi anni (1912-1935)
Il Santos Foot-Ball Club fu fondato il 14 aprile 1912 da tre ragazzi di Santos amanti dello sport e disputò la prima partita ufficiale il 15 settembre 1912 contro il Santos Athletic Club (vittoria per 3-2). Tra il 1917 e il 1926, il Santos fu riconosciuto come un club solido e ricco di talento ma incapace di competere per la vittoria finale. Il primo successo nel campionato paulista arrivò nel 1935 a seguito di una dura preparazione (il Santos disputò 14 amichevoli, vincendone sette, perdendone quattro e pareggiandone tre). Nell'ultima partita del torneo, il Santos sconfisse il Corinthians per 2-0 grazie alle reti di Raul e dell'esperto Araken Patusca. Questo successo fece entrare definitivamente il Santos tra le grandi del calcio paulista. Il Santos non riuscì a confermarsi l'anno successivo.

### 1936-1955
Dopo la vittoria del 1935, molti uomini fondamentali della squadra si trasferirono altrove o si ritirarono poco tempo dopo. L'addio di Patusca segnò la fine di un ciclo. L'avvento alla presidenza nel 1946 dell'ex portiere Athié Jorge Cury fu il primo passo verso il ritorno al successo del club. Il nuovo presidente risanò la situazione finanziaria del club. L'arrivo di giovani talenti come Formiga, Manga, Tite, Zito e Vasconcelos aiutò la squadra a superare i ritiri di Odair (nel 1952), Antoninho (nel 1953) e Nenè (nel 1954), che erano stati i giocatori più rappresentativi del club negli anni precedenti. Nel 1955 il Santos vinse il suo secondo campionato paulista grazie soprattutto alle reti di Emanuele Del Vecchio, che con 38 gol fu il miglior marcatore stagionale del club. Nel frattempo Cury continuò a curare la crescita del settore giovanile del club.

### Anni d'oro (1956-1974)

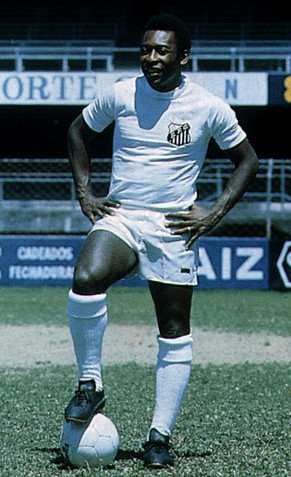
Pelé nel 1963.

La squadra raggiunse il periodo di maggior successo negli anni sessanta, quando tra le sue file militavano giocatori come Pelé, Coutinho, Pepe e Zito. A livello nazionale la popolarità del club era grandissima. In quegli anni il Santos vinse 9 campionati statali, due Coppe Libertadores, due Coppe Intercontinentali e 5 Taças Brasil. Comunque, la nascita del campionato nazionale brasiliano (1971) coincise con la fine di quel periodo di grandi successi: ci sarebbero voluti trent'anni prima che il Santos rivincesse un trofeo nazionale o internazionale.
La fine degli anni d'oro coincise sostanzialmente con il ritiro di Pelé dal calcio professionistico, nel 1974.

### Fase di transizione (1974-1994)
Gli anni a seguire furono contrassegnati da una situazione finanziaria instabile. In questo periodo il giocatore più rappresentativo del club fu l'attaccante Serginho che durante gli anni ottanta si affermò come una delle punte più temibili del campionato brasiliano. Il Santos ottenne alcuni buoni piazzamenti, vincendo il campionato Paulista nel 1978 e nel 1984.

### Anni di rinnovamento (1995-2008)
La rinascita del Santos ebbe inizio quando lo storico presidente Marcelo Teixeira, dopo aver già speso diversi milioni di reais nell'acquisto di costosi giocatori, decise di provare una nuova formula di gestione della squadra. Questa nuova strategia consisteva nel puntare sui giovani; in quest'ottica fu assunto il poco accreditato allenatore Émerson Leão, il cui compito era sviluppare e fare emergere i giovani talenti di casa. La società iniziò allora un lungo processo di rinascita, iniziando dalla ristrutturazione dello stadio di proprietà (aumentandone la capacità), per arrivare alla costruzione di nuove infrastrutture come campi d'allenamento, strutture mediche e per la fisioterapia. Questi impianti sono i punti di riferimento per la città: non di rado accade, infatti, che giocatori di proprietà di altre squadre utilizzino gli impianti del Santos per le proprie cure fisioterapiche ed allenamenti specifici. Insieme a queste iniziative legate alla valorizzazione del patrimonio della società, sotto la presidenza Teixeira si puntò molto, come detto, sulla formazione di nuovi giocatori.
Nel 2002 la squadra del Santos vinse il titolo nazionale per la prima volta dopo il 1968, con un finale di stagione spettacolare, dopo un inizio in chiaro-scuro. Quella squadra fece conoscere al pubblico europeo molti giocatori, che divennero noti come "Os Meninos da Vila", riferimento al fatto che molti giocatori venivano dal vivaio della società. Date le difficili condizioni economiche in Brasile, alcuni dei campioni furono venduti all'estero, ma ciò non ha impedito al Santos di arrivare secondo nel campionato brasiliano e di raggiungere la finale della Copa Libertadores (persa contro il Boca Juniors) nel 2003. Lo smantellamento della squadra continuò, ma grazie a qualche acquisto azzeccato e alla guida dell'allenatore Luxemburgo, il Santos rivinse il titolo nazionale nel 2004, dopo una campagna piena di difficoltà, arbitraggi sfavorevoli, squalifiche ed addirittura il sequestro della madre della star Robinho. Il 2005 fu l'anno peggiore della gestione Teixeira, con risultati disastrosi sia a livello regionale (campionato Paulista), sia a livello nazionale (campionato brasiliano), sia a livello internazionale (Copa Libertadores). Il Santos sembrò uscire dalla crisi già l'anno dopo grazie alla conquista del campionato Paulista nel 2006, bissato nel 2007.

### Nuovo periodo d'oro (2009-2013)

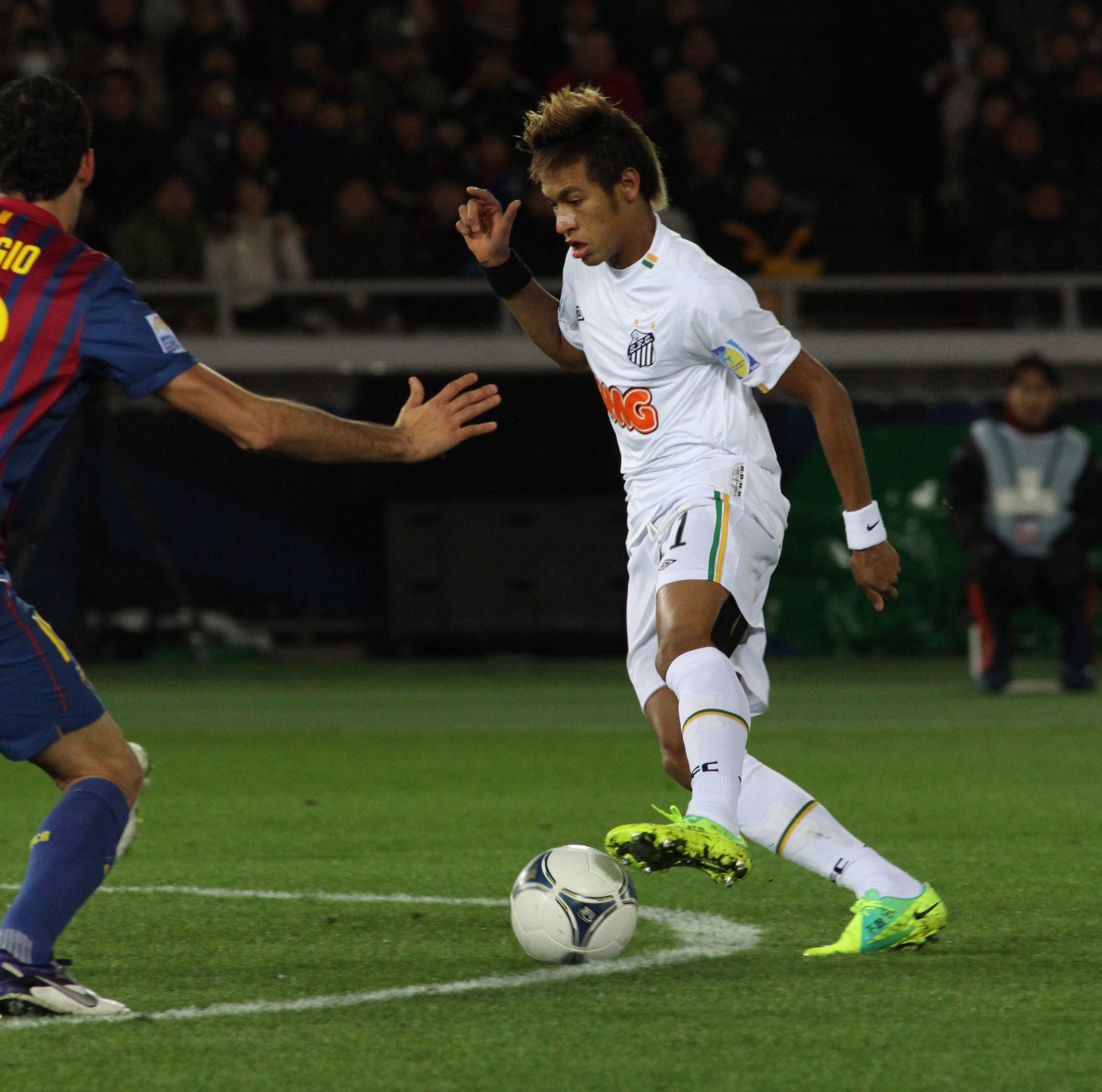
Neymar con la maglia del Santos nel 2011.

Nel 2009 iniziarono ad emergere talenti del calibro di Neymar e Ganso. Nel 2010, al comando di Dorival Júnior, con il ritorno di Robinho, la presenza di Arouca, Wesley, e un attacco devastante guidato da Ganso, Neymar, Robinho e André, la squadra vince la Coppa del Brasile. Dopo 48 anni, il Santos tornò a essere campione della Libertadores, questa volta nel 2011 dopo aver battuto gli uruguaiani del Peñarol in finale. Con la conquista della Libertadores, il Santos si è qualificato al Mondiale per Club in Giappone, dove è stato sconfitto nettamente dal Barcellona in finale. Nel 2012 arrivò la ventesima vittoria del campionato per il club e la prima Recopa Sudamericana.

### Anni recenti e retrocessione (2014-oggi)
Nel 2015 e nel 2016 il Santos ha vinto il campionato Paulista battendo in finale rispettivamente il Palmeiras e l'Audax. Ha raggiunto la finale della Coppa Libertadores 2020, dove è stato sconfitto dai connazionali del Palmeiras per 1-0.
Il 6 dicembre 2023, dopo la sconfitta interna (1-2) contro il Fortaleza, il club termina il campionato al 17º posto e retrocede in Série B per la prima volta nella sua storia dopo 111 anni di permanenza in Série A.

## Stadio
Lo stadio del Santos è l'Urbano Caldeira, noto anche come Vila Belmiro. Venne inaugurato il 12 ottobre 1916 e può ospitare 20.120 spettatori. Tuttavia, il record di presenze sugli spalti è di 33.000 persone, riunitesi nel 1964 in occasione di una gara contro il Corinthians, finita 0-0.

## Organico

### Rosa 2025
Aggiornata al 5 agosto 2025.
| N. |                      | Ruolo | Calciatore              |
| -- | -------------------- | ----- | ----------------------- |
| 1  | Brasile (bandiera)   | P     | Vladimir                |
| 2  | Brasile (bandiera)   | D     | João Basso              |
| 4  | Brasile (bandiera)   | D     | Gil                     |
| 5  | Brasile (bandiera)   | C     | Alison                  |
| 6  | Brasile (bandiera)   | C     | Zé Rafael               |
| 7  | Brasile (bandiera)   | C     | Gustavo Nonato          |
| 10 | Brasile (bandiera)   | A     | Neymar                  |
| 11 | Brasile (bandiera)   | A     | Guilherme Augusto       |
| 11 | Argentina (bandiera) | A     | Julio Furch             |
| 14 | Uruguay (bandiera)   | C     | Rodrigo Fernández       |
| 18 | Bolivia (bandiera)   | A     | Enzo Monteiro           |
| 24 | Brasile (bandiera)   | D     | Messias                 |
| 25 | Venezuela (bandiera) | C     | Tomás Rincón (capitano) |
| 28 | Brasile (bandiera)   | D     | Joaquim                 |

| N. |                    | Ruolo | Calciatore     |
| -- | ------------------ | ----- | -------------- |
| 30 | Brasile (bandiera) | A     | Lucas Braga    |
| 31 | Brasile (bandiera) | D     | Alex           |
| 32 | Brasile (bandiera) | D     | Jair           |
| 34 | Brasile (bandiera) | P     | João Paulo     |
| 37 | Brasile (bandiera) | C     | Ed Carlos      |
| 38 | Brasile (bandiera) | D     | Kevyson        |
| 40 | Brasile (bandiera) | D     | Cadu           |
| 45 | Brasile (bandiera) | C     | Kevin Malthus  |
| 47 | Bolivia (bandiera) | C     | Miguelito      |
| 50 | Brasile (bandiera) | P     | Paulo Mazoti   |
| 52 | Brasile (bandiera) | P     | Diogenes       |
|    | Brasile (bandiera) | D     | Luan Peres     |
|    | Brasile (bandiera) | C     | Gustavo Nonato |
|    | Brasile (bandiera) | C     | Gabriel Veron  |

## Giocatori

### Vincitori di titoli
Calciatori campioni del mondo
Di seguito l'elenco dei giocatori che hanno vinto il campionato mondiale di calcio durante il periodo di militanza nel Santos.
- Pelé (Svezia 1958, Cile 1962 e Messico 1970)
- Zito (Svezia 1958 e Cile 1962)
- Pepe (Svezia 1958 e Cile 1962)
- Mengálvio (Cile 1962)
- Coutinho (Cile 1962)
- Gilmar (Cile 1962)
- Mauro (Cile 1962)
- Carlos Alberto (Messico 1970)
- Joel Camargo (Messico 1970)
- Clodoaldo (Messico 1970)
- Edu (Messico 1970)

Calciatori campioni del Sudamerica
- Kléber (Venezuela 2007)

Calciatori campioni olimpici di calcio
- Zeca (Rio de Janeiro 2016)
- Gabriel Barbosa (Rio de Janeiro 2016)
- Thiago Maia (Rio de Janeiro 2016)

## Palmarès

### Competizioni statali
- Campionato paulista: 22

1935, 1955, 1956, 1958, 1960, 1961, 1962, 1964, 1965, 1967, 1968, 1969, 1973, 1978, 1984, 2006, 2007, 2010, 2011, 2012, 2015, 2016
- Torneo di Rio-San Paolo: 5 (record)

1959, 1963, 1964, 1966, 1997
- Coppa FPF: 1

2004

### Competizioni nazionali
- Campionato brasiliano: 8

1961, 1962, 1963, 1964, 1965, 1968, 2002, 2004
- Coppa del Brasile: 1

2010
- Campeonato Brasileiro Série B: 1

2024

### Competizioni internazionali
- Coppa Libertadores: 3 (record brasiliano a pari merito con il Palmeiras, il San Paolo, il Grêmio ed il Flamengo)

1962, 1963, 2011
- Coppa Intercontinentale: 2 (record brasiliano condiviso con il San Paolo)

1962, 1963
- Recopa Sudamericana: 1

2012
- Coppa CONMEBOL: 1

1998
- Supercoppa dei Campioni Intercontinentali: 1 (record condiviso con il Peñarol)

1968